# Nazionale maschile di rugby a 15 dell'Armenia
La nazionale di rugby a XV dell'Armenia (Հայաստանի ռեգբիի ազգային հավաքականը) ha iniziato solo di recente a competere nel Campionato europeo per Nazioni di rugby e ha subito raggiunto impressionanti risultati rimanendo imbattuta dal proprio esordio il 2 giugno 2004 al 30 settembre 2006.

La forza della Nazionale Armena si basa principalmente sul gran numero di giocatori di origine o di nazionalità armena che militano nel campionato francese di rugby a XV (Top 14), uno dei campionati dal miglior standard al mondo.
L'Armenia non ha mai partecipato alla coppa del mondo, ma partecipa regolarmente al Campionato europeo per Nazioni di rugby, dove è attualmente inserita nella 2ª divisione poule B.